# Сезар (кінопремія, 2010)

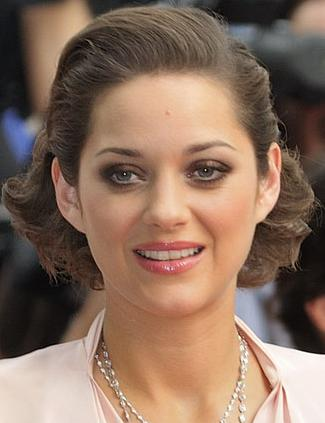
Президент 35-ї церемонії «Сезара» Маріон Котіяр

35-та церемонія вручення нагород премії «Сезар» Академії мистецтв та технологій кінематографа за заслуги у царині французького кінематографу за 2009 рік відбулася 27 лютого 2010 року в Театрі Шатле (Париж, Франція).
Церемонія проходила під головуванням акторки Маріон Котіяр, розпорядниками та ведучими виступили Валері Лемерсьє та Ґад Ельмалех. Найкращим фільмом визнано стрічку Пророк режисера Жака Одіара.

## Статистика
Фільми, що отримали декілька номінацій:
| Фільм                                                                   | Номінації | Перемоги |
| ----------------------------------------------------------------------- | --------- | -------- |
| • Пророк» / Un prophète                                                 | 13        | 9        |
| • Спочатку / À l'origine                                                | 11        | 1        |
| • Ласкаво просимо» / Welcome                                            | 10        | —        |
| • Коко до Шанель / Coco avant Chanel                                    | 6         | 1        |
| • Відхожа чарка / One for the Road                                      | 5         | 1        |
| • Концерт» / Le concert                                                 | 5         | 2        |
| • Викрадення / Rapt                                                     | 4         | —        |
| • Дикі трави» / Les Herbes folles                                       | 4         | —        |
| • Мадемуазель Шамбон / Mademoiselle Chambon                             | 3         | 1        |
| • Останній урок» / La journée de la jupe                                | 3         | 1        |
| • Красиві хлопчаки / The French Kissers                                 | 3         | 1        |
| • Невдахи / Micmacs à tire-larigot                                      | 3         | —        |
| • Агент 117: Місія в Ріо / OSS 117 : Rio ne répond plus                 | 2         | —        |
| • Нам би лише день вистояти… / Qu'un seul tienne et les autres suivront | 2         | —        |

## Список лауреатів та номінантів
★Переможців виділено окремим кольором.

### Основні категорії
| Категорії                        | Лауреати та номінанти                                                                                    | Лауреати та номінанти                                                                                    |
| -------------------------------- | --- | --- |
| Найкращий фільм                  | ★ «Пророк» / Un prophète (реж.: Жак Одіар)                                                               | ★ «Пророк» / Un prophète (реж.: Жак Одіар)                                                               |
| Найкращий фільм                  | • «Спочатку» / À l'origine (реж.: Ксав'є Джаннолі)                                                       | |
| Найкращий фільм                  | • «Концерт» / Le concert (реж.: Раду Міхайляну)                                                          | |
| Найкращий фільм                  | • «Дикі трави» / Les Herbes folles (реж.: Ален Рене)                                                     | |
| Найкращий фільм                  | • «Останній урок» / La journée de la jupe (реж.: Жан-Поль Лілієнфельд)                                   | |
| Найкращий фільм                  | • «Викрадення» / Rapt (реж.: Люка Бельво)                                                                | |
| Найкращий фільм                  | • «Ласкаво просимо» / Welcome (реж.: Філіп Льоре)                                                        | |
| Найкраща режисерська робота      | | ★ Жак Одіар за фільм «Пророк»                                                                            |
| Найкраща режисерська робота      | • Люка Бельво — «Викрадення»                                                                             | |
| Найкраща режисерська робота      | • Ксав'є Джаннолі — «Спочатку»                                                                           | |
| Найкраща режисерська робота      | • Філіп Льоре — «Ласкаво просимо»                                                                        | |
| Найкраща режисерська робота      | • Раду Міхайляну — «Концерт»                                                                             | |
| Найкращий актор                  | | ★ Тахар Рахім — «Пророк» (за роль Маліка Ель Джебена)                                                    |
| Найкращий актор                  | • Іван Атталь — «Викрадення» (за роль Самуеля)                                                           | |
| Найкращий актор                  | • Франсуа Клюзе — «Спочатку» (за роль Поля)                                                              | |
| Найкращий актор                  | • Венсан Ліндон — «Ласкаво просимо» (за роль Симона Калмата)                                             | |
| Найкращий актор                  | • Франсуа Клюзе — «Відхожа чарка»                                                                        | |
| Найкраща акторка                 | | ★ Ізабель Аджані — «Останній урок» (за роль Соні Бержерак)                                               |
| Найкраща акторка                 | • Домінік Блан — «Інша» (за роль Анн-Марі)                                                               | |
| Найкраща акторка                 | • Сандрін Кіберлен — «Мадемуазель Шамбон» (за роль Вероніки Шамбон)                                      | |
| Найкраща акторка                 | • Крістін Скотт Томас — «Потяг» (за роль Сюзанн)                                                         | |
| Найкраща акторка                 | • Одрі Тоту — «Коко до Шанель» (за роль Габріель «Коко» Шанель)                                          | |
| Найкращий актор другого плану    | | ★ Нільс Ареструп — «Пророк» (за роль Цезаря Лучіані)                                                     |
| Найкращий актор другого плану    | • Жан-Юг Англад — «Переслідування» (за роль дурня)                                                       | |
| Найкращий актор другого плану    | • Джої Старр — «Бал актрис» (за роль Марка)                                                              | |
| Найкращий актор другого плану    | • Бенуа Пульворд — «Коко до Шанель» (за роль Етьєна Балсана)                                             | |
| Найкращий актор другого плану    | • Мішель Вюєрмоз — «Відхожа чарка» (за роль П'єра)                                                       | |
| Найкраща акторка другого плану   | | ★ Еммануель Дево — «Спочатку» (за роль Стефан)                                                           |
| Найкраща акторка другого плану   | • Ор Атіка — «Мадемуазель Шамбон» (за роль Анни-Марії)                                                   | |
| Найкраща акторка другого плану   | • Анн Косіньї — «Викрадення» (за роль Франсуази Графф)                                                   | |
| Найкраща акторка другого плану   | • Одрі Дана — «Ласкаво просимо» (за роль Маріон Калмат)                                                  | |
| Найкраща акторка другого плану   | • Ноемі Львовскі — «Красиві хлопчаки»                                                                    | |
| Найперспективніший актор         | | ★ Тахар Рахім — «Пророк» (за роль Маліка Ель Джебена)                                                    |
| Найперспективніший актор         | • Фірат Айверді — «Ласкаво просимо» (за роль Білала)                                                     | |
| Найперспективніший актор         | • Адель Беншеріф — «Пророк» (за роль Ріяда)                                                              | |
| Найперспективніший актор         | • Венсан Лакост— «Красиві хлопчаки» (за роль Ерве)                                                       | |
| Найперспективніший актор         | • Венсан Ротьє — «Я щасливий, що моя мати жива» (за роль Томаса Жуве у віці 20 років)                    | |
| Найперспективніша акторка        | | ★ Мелані Тьєррі — «Відхожа чарка» (за роль Магалі)                                                       |
| Найперспективніша акторка        | • Полін Етьєн — «Нам би лише день вистояти...» (за роль Лаури)                                           | |
| Найперспективніша акторка        | • Флоранс Луаре — «Я її кохав. Я його кохала» (за роль Хлоє)                                             | |
| Найперспективніша акторка        | • Соко — «Спочатку» (за роль Моніки)                                                                     | |
| Найперспективніша акторка        | • Кріста Тере — «Лол» (за роль Лоли)                                                                     | |
| Найкращий оригінальний сценарій  | ★ Тома Бідеґен, Жак Одіар, Абдель Рауф Дафрі, Ніколас Пефеллі — «Пророк»                                 | ★ Тома Бідеґен, Жак Одіар, Абдель Рауф Дафрі, Ніколас Пефеллі — «Пророк»                                 |
| Найкращий оригінальний сценарій  | • Ксав'є Джаннолі — «На початку»                                                                         | |
| Найкращий оригінальний сценарій  | • Жан-Поль Лілієнфельд — «Останній урок»                                                                 | |
| Найкращий оригінальний сценарій  | • Філіп Льоре, Еммануель Курколь, Олів'є Адам — «Ласкаво просимо»                                        | |
| Найкращий оригінальний сценарій  | • Раду Міхайляну, Ален-Мішель Блан — «Концерт»                                                           | |
| Найкращий адаптований сценарій   | ★ Стефан Брізе, Флоренс Віньйон — «Мадемуазель Шамбон»                                                   | ★ Стефан Брізе, Флоренс Віньйон — «Мадемуазель Шамбон»                                                   |
| Найкращий адаптований сценарій   | • Анн Фонтен, Камілль Фонтейн — «Коко до Шанель»                                                         | |
| Найкращий адаптований сценарій   | • Філіп Ґодо, Аньєс де Сасі — «Відхожа чарка»                                                            | |
| Найкращий адаптований сценарій   | • Лоран Тірар, Ґреґорі Віньєрон — «Маленький Ніколя»                                                     | |
| Найкращий адаптований сценарій   | • Ален Рене, Лоран Ерб'є — «Дикі трави»                                                                  | |
| Найкраща музика до фільму        | ★ Арман Амар — «Концерт»                                                                                 | ★ Арман Амар — «Концерт»                                                                                 |
| Найкраща музика до фільму        | • Алекс Бопен — «Моя дівчинка не хоче...»                                                                | |
| Найкраща музика до фільму        | • Александр Деспла — «Пророк»                                                                            | |
| Найкраща музика до фільму        | • Кліфф Мартінес — «На початку»                                                                          | |
| Найкраща музика до фільму        | • Нікола Пйовані — «Ласкаво просимо»                                                                     | |
| Найкращий монтаж                 | ★Жульєт Вельфлін — «Пророк»                                                                              | ★Жульєт Вельфлін — «Пророк»                                                                              |
| Найкращий монтаж                 | • Селія Лафітедюпон — «На початку»                                                                       | |
| Найкращий монтаж                 | • Ерве Де Люс — «Дикі трави»                                                                             | |
| Найкращий монтаж                 | • Андреа Седлачкова — «Ласкаво просимо»                                                                  | |
| Найкращий монтаж                 | • Лудо Трох — «Концерт»                                                                                  | |
| Найкраща операторська робота     | ★ Стефан Фонтен — «Пророк»                                                                               | ★ Стефан Фонтен — «Пророк»                                                                               |
| Найкраща операторська робота     | • Крістоф Бокарн — «Коко до Шанель»                                                                      | |
| Найкраща операторська робота     | • Лоран Даян — «Ласкаво просимо»                                                                         | |
| Найкраща операторська робота     | • Ерік Готьє — «Дикі трави»                                                                              | |
| Найкраща операторська робота     | • Глінн Спекарт — «На початку»                                                                           | |
| Найкращі декорації               | ★ Мішель Бартелемі — «Пророк»                                                                            | ★ Мішель Бартелемі — «Пророк»                                                                            |
| Найкращі декорації               | • Алін Бонетто — «Невдахи»                                                                               | |
| Найкращі декорації               | • Маамар Еч-Шейх — «Агент 117: Місія в Ріо»                                                              | |
| Найкращі декорації               | • Франсуа-Рено Лабарт — «На початку»                                                                     | |
| Найкращі декорації               | • Олів'є Радо — «Коко до Шанель»                                                                         | |
| Найкращі костюми                 | ★ Катрін Летерьє — «Коко до Шанель»                                                                      | ★ Катрін Летерьє — «Коко до Шанель»                                                                      |
| Найкращі костюми                 | • Шаттун та Феб — «Коко Шанель та Ігор Стравінський»                                                     | |
| Найкращі костюми                 | • Шарлотт Давид — «Агент 117: Місія в Ріо»                                                               | |
| Найкращі костюми                 | • Мадлін Фонтен — «Невдахи»                                                                              | |
| Найкращі костюми                 | • Вірджинія Монтель — «Пророк»                                                                           | |
| Найкращий звук                   | ★ П'єр Екскоф'є, Бруно Таррієре та Селім Аззазі — «Концерт»                                              | ★ П'єр Екскоф'є, Бруно Таррієре та Селім Аззазі — «Концерт»                                              |
| Найкращий звук                   | • П'єр Мертенс, Лорен Квальо та Ерік Тіссеран — «Ласкаво просимо»                                        | |
| Найкращий звук                   | • Франсуа Мусі та Габріель Гафнер — «На початку»                                                         | |
| Найкращий звук                   | • Бріжит Тайландьє, Франсуа Варґньє та Жан-Поль Урьє — «Пророк»                                          | |
| Найкращий звук                   | • Джин Уманський, Жерар Гарді та Вінсент Арнарді — «Невдахи»                                             | |
| Найкращий дебютний фільм         | ★ Ріад Саттуф — «Красиві хлопчаки»                                                                       | ★ Ріад Саттуф — «Красиві хлопчаки»                                                                       |
| Найкращий дебютний фільм         | • Філіп Годо — «Відхожа чарка»                                                                           | |
| Найкращий дебютний фільм         | • Ніколас Саада — «Шпигуни»                                                                              | |
| Найкращий дебютний фільм         | • Люсьєн Жан-Батист — «Перша зірка»                                                                      | |
| Найкращий дебютний фільм         | • Леа Фенер — «Нам би лише день вистояти...»                                                             | |
| Найкращий документальний фільм   | ★ «Пекло Анрі-Жоржа Клузо» / L’Enfer d’Henri-Georges Clouzot (реж.: Серж Бромберг та Руксандра Медреа)   | ★ «Пекло Анрі-Жоржа Клузо» / L’Enfer d’Henri-Georges Clouzot (реж.: Серж Бромберг та Руксандра Медреа)   |
| Найкращий документальний фільм   | • «Танець: Балет Паризької опери» / La danse - Le ballet de l'Opéra de Paris (реж.: Фредерік Вайсман)    | |
| Найкращий документальний фільм   | • «Гімалаї, небесний шлях» / Himalaya, le chemin du ciel (реж.: Маріанна Шу)                             | |
| Найкращий документальний фільм   | • «Дім. Історія подорожі» / Home (реж.: Ян Артюс-Бертран)                                                | |
| Найкращий документальний фільм   | • «Не звільняйте мене, з цим я сам впораюся» / Ne me liberez pas je m’en charge (реж.: Фабьен Годе)      | |
| Найкращий короткометражний фільм | ★«Дівчаткам безкоштовно» / C’est gratuit pour les filles (реж.: Marie Amachoukeli-Barsacq и Клер Бюргер) | ★«Дівчаткам безкоштовно» / C’est gratuit pour les filles (реж.: Marie Amachoukeli-Barsacq и Клер Бюргер) |
| Найкращий короткометражний фільм | • «Де Кім Бейсінґер?» / ¿Donde Esta Kim Basinger? (реж.: Едуард Делюк)                                   | |
| Найкращий короткометражний фільм | • «Причина іншої» / La Raison De L’Autre (реж.: Фуед Мансур)                                             | |
| Найкращий короткометражний фільм | • «Сімейна рада» / Seance Familiale (реж.: Чен Чуй Куо)                                                  | |
| Найкращий короткометражний фільм | • «Вільям раз, Вільям два» / Les Williams (реж.: Елбан Менш)                                             | |
| Найкращий фільм іноземною мовою  | США ★ «Гран Торіно» / Gran Torino (реж.: Клінт Іствуд)                                                   | США ★ «Гран Торіно» / Gran Torino (реж.: Клінт Іствуд)                                                   |
| Найкращий фільм іноземною мовою  | США• «Аватар» / Avatar (реж.: Джеймс Кемерон)                                                            | |
| Найкращий фільм іноземною мовою  | Канада• «Я вбив свою маму» / J'ai tué ma mère (реж.: Ксав'є Долан)                                       | |
| Найкращий фільм іноземною мовою  | Бельгія• «Паніка у селі» / Panique au village (реж.: Стефані Об'є та Венсан Патар)                       | |
| Найкращий фільм іноземною мовою  | Німеччина• «Біла стрічка» / Das weiße Band (реж.: Міхаель Ганеке)                                        | |
| Найкращий фільм іноземною мовою  | Велика Британія• «Мільйонер з нетрів» / Slumdog Millionaire (реж.: Денні Бойл)                           | |
| Найкращий фільм іноземною мовою  | США• «Гарві Мілк» / Milk (реж.: Гас Ван Сент)                                                            | |

### Спеціальні нагороди
| Нагорода         | Лауреати | Лауреати        |
| ---------------- | -------- | --------------- |
| Почесний «Сезар» |          | ★ Гаррісон Форд |